# Ediciones ryr
Ediciones ryr es una editorial argentina, especializada en ciencias sociales, historia y arte.

## Historia
Fundada en Argentina en el año 2003 como proyecto editorial del Centro de Estudios e Investigación en Ciencias Sociales (CEICS) y la entonces Organización Cultural Razón y Revolución -actualmente Organización Política Razón y Revolución- por un conjunto de docentes e investigadores de las ciencias sociales que, desde una orientación marxista, desarrollarán un catálogo especializado en ciencias sociales, historia y arte. Sus colecciones abarcan diversas temáticas, tales como historia argentina y latinoamericana, economía, teoría, textos clásicos del marxismo, literatura y arte. También ha "...publicado a autores noveles y consagrados, siempre con el objetivo de que los textos publicados intervengan en las discusiones y problemas que plantea la realidad política argentina y latinoamericana."

## Primeras publicaciones
En la intención de difundir materiales de calidad a un bajo costo, la editorial se caracterizó en un comienzo por reimprimir obras descatalogadas de autores clásicos -como el caso de La vieja guardia sindical y Perón del sociólogo Juan Carlos Torre y la Obra poética completa de Roberto Jorge Santoro- y realizar nuevas traducciones y publicaciones -como Historia de la Revolución Rusa y Literatura y revolución del revolucionario bolchevique León Trotski-.

## la Biblioteca Militante
Es una de las colecciones de mayor difusión de la editorial y su catálogo ha sido agrupado en distintos núcleos temáticos:
- Historia Argentina
- Problemas Contemporáneos
- Literatura en acción
- Literatura del futuro
- Trece rosas
- Arte y filosofía

## Ediciones del CEICS
Dentro de su catálogo ha publicado las investigaciones originales realizadas por los miembros del Centro de Estudios e Investigación en Ciencias Sociales siendo en su mayoría adaptaciones, en formato libro, de tesis de licenciatura y doctorado de distintos profesores e investigadores de las facultades de Ciencias Sociales y Filosofía y Letras de la Universidad de Buenos Aires cómo son los casos de Eduardo Sartelli y Fabian Harari entre otros, e investigadores del CONICET como Marina Kabat, Romina De Luca o Damian Bil.